# Bycanistes brevis

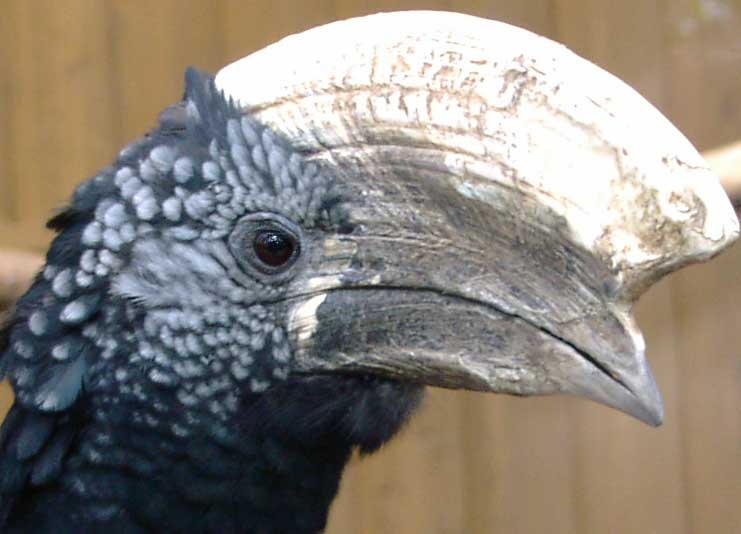
Un maschio di profilo.

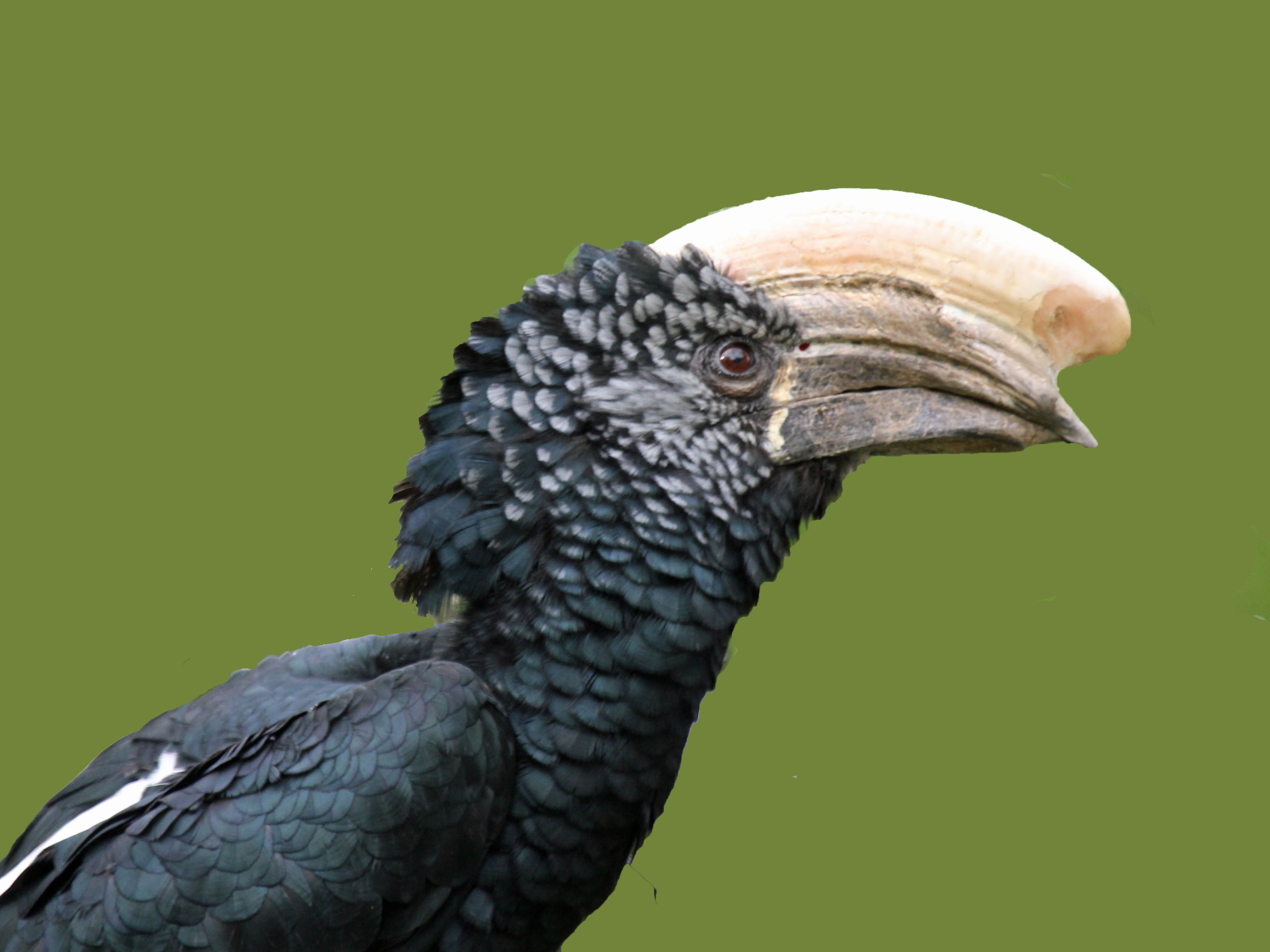
Un maschio.

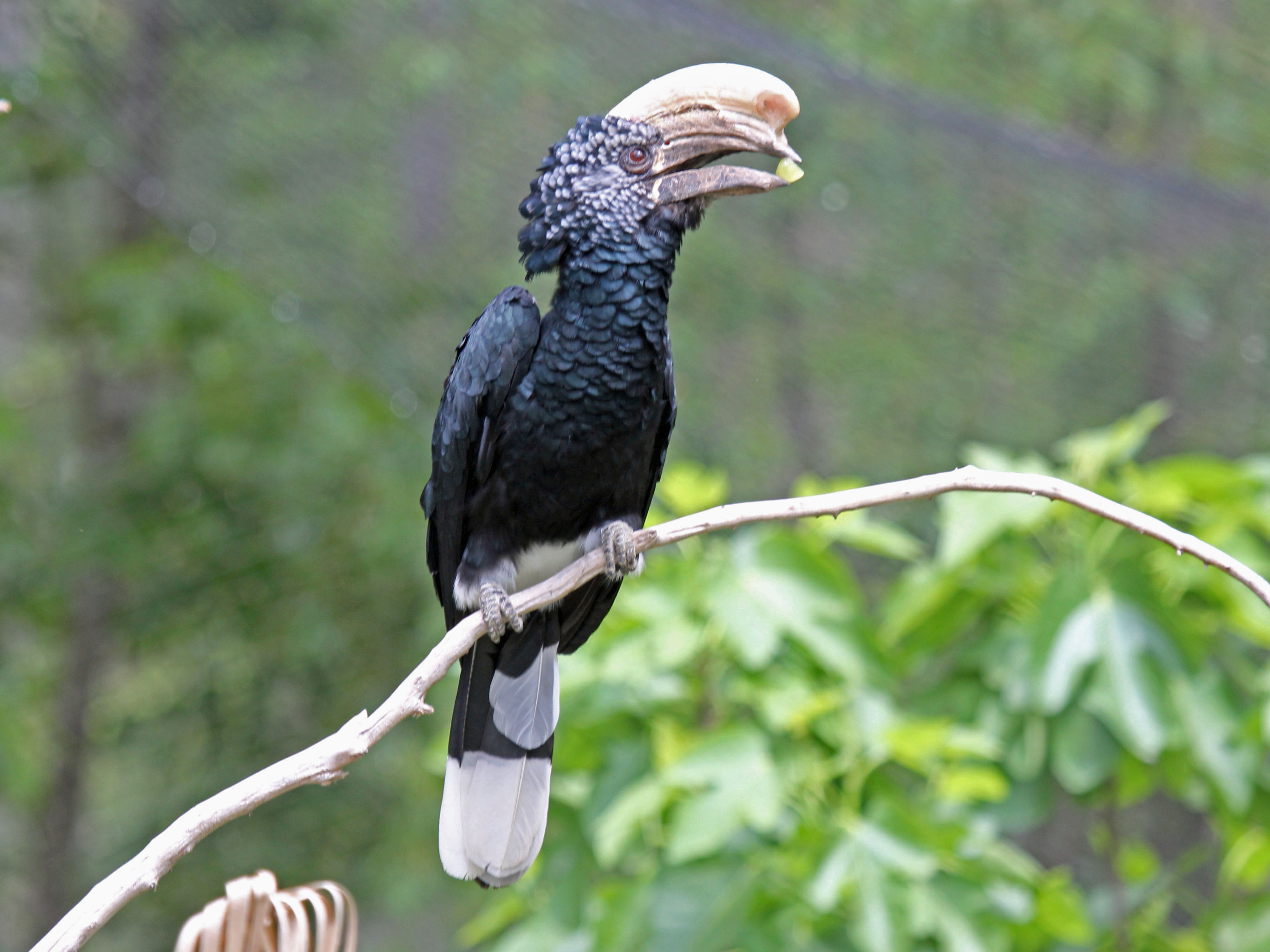
Bucero al Sylvan Heights Waterfowl Park.

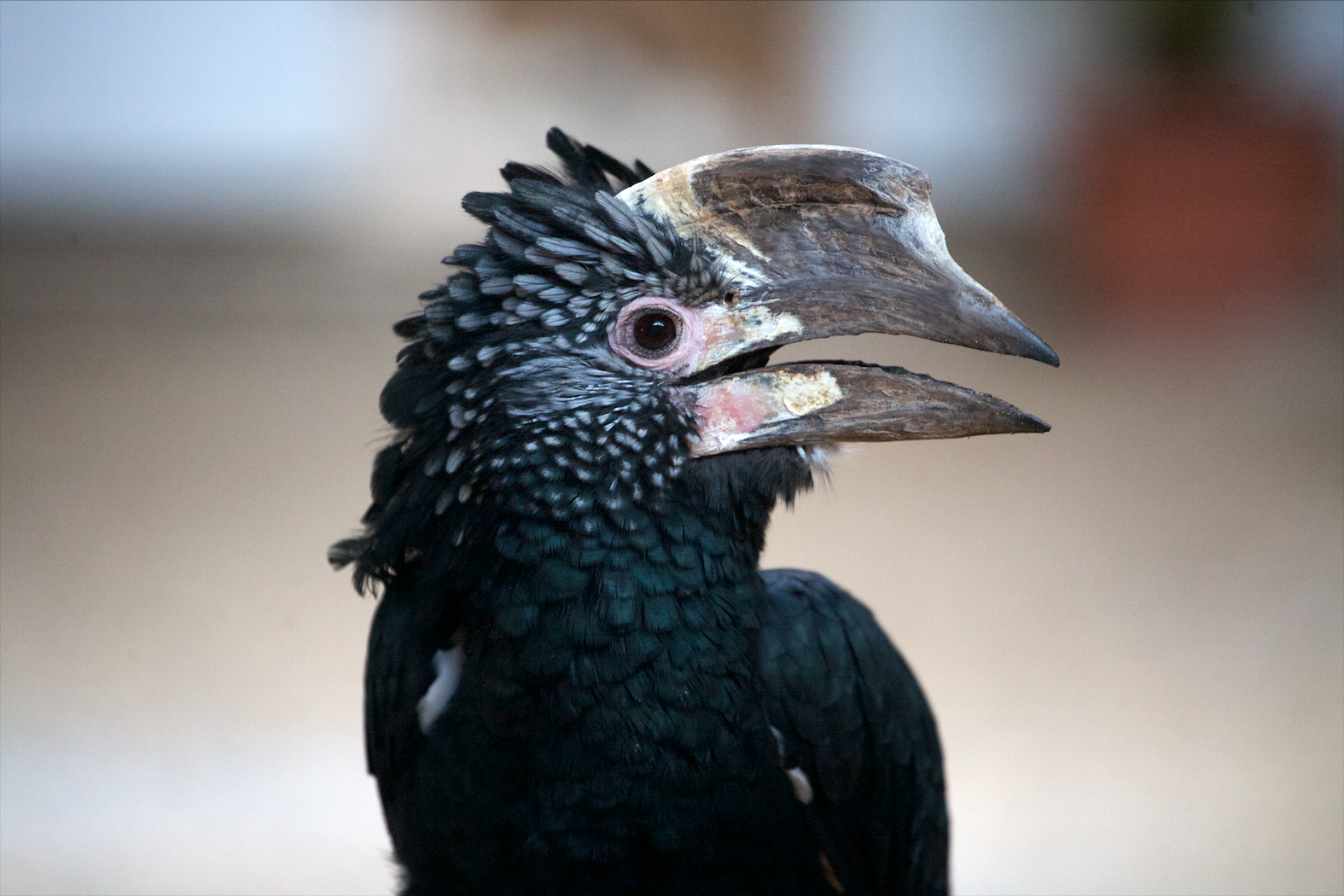
Un maschio a Debrecen (Ungheria).

Il bucero guanceargentate (Bycanistes brevis (Friedmann, 1929)) è un uccello della famiglia dei Bucerotidi originario dell'Africa orientale.

## Descrizione

### Dimensioni
Misura 60-70 cm di lunghezza, per un peso di 1265-1400 g nel maschio e di 1050-1450 g nella femmina.

### Aspetto
Più grande del bucero trombettiere, il maschio adulto presenta un becco nero, con una linea gialla alla base. I rami della mascella sono diritti per due terzi della lunghezza, ma poi curvano fortemente nella parte terminale, fino alla punta. Il becco è sormontato da un enorme casco color crema, la cui punta grigia si estende al di là del becco. Le piume della faccia e delle copritrici auricolari hanno l'estremità argentata, caratteristica che è talvolta difficile da percepire a distanza. L'occhio è contornato da un anello grigio-bluastro. Sulla testa vi è una cresta molto lunga che ricade sulla nuca. Le piume della mantellina, delle ali e del petto sono nere con dei riflessi verdi. Il loro colore contrasta con il bianco della fascia dorsale, del groppone, della parte bassa dell'addome, delle cosce e della superficie inferiore della coda. Le due timoniere centrali sono interamente nero-verdastre. Le timoniere esterne sono nere sui due terzi della lunghezza a partire dalla base, il terzo rimanente è bianco. La femmina è molto simile al maschio, ma ha una cresta meno sviluppata; inoltre ha un casco più basso e limitato alla parte posteriore del becco e un anello orbitale di colore roseo. Gli esemplari immaturi assomigliano alla femmina, ma il loro casco è praticamente insignificante.

### Voce
I buceri guanceargentate emettono dei richiami striduli e potenti che ricordano un po' il belato di una capra: wa-wa-wa-wa-wa. Producono anche un lungo aah-aaaah-aaaah-aaah-aah-ah che sale e discende di tonalità. Quest'ultimo tipo di richiamo non è tuttavia così «patetico» come il canto del bucero trombettiere e non dà l'impressione che l'uccello stia soffrendo come quello del suo parente stretto.

## Biologia
Non vi è un parere unanime su quale sia l'utilità del casco. Serve probabilmente come segno di riconoscimento tra gli individui e senza dubbio funziona come amplificatore dei suoni prodotti, il che permette a questi di essere uditi anche a grande distanza. Potrebbe servire anche come arma di offesa e a far cadere i frutti passandolo sui rami. I buceri guanceargentate vivono generalmente in coppia, ma a volte si trovano appollaiati in bande di centinaia di individui. Quando sono in gruppo, i buceri comunicano principalmente con grida rauche, ma sono anche in grado di esprimersi con richiami meno aspri quando si riposano. Con questi richiami, emessi soprattutto di mattino e di sera piuttosto che nelle ore centrali della giornata, questi uccelli si scambiano tra loro le informazioni, in particolare quelle riguardanti la disponibilità di risorse alimentari o la presenza di predatori. I richiami possono anche segnalare una forma di competizione sessuale tra maschi o un'interazione tra due gruppi, ad esempio tra i genitori e la loro prole. In ogni caso, presso i buceri guanceargentate, non costituiscono un segnale di territorialità.

### Alimentazione
I bucero guanceargentate si nutrono soprattutto di frutti, ad esempio di quelli dell'albero ombrello (Maesopsis eminii), dei quali assicurano la dispersione. Talvolta mangiano anche insetti (ortotteri), uova di altre specie e millepiedi.

### Riproduzione
Maschio e femmina rimangono probabilmente fedeli l'uno all'altra per tutta la vita. La cavità scelta per la nidificazione si trova spesso a grande altezza (25 metri) e in Tanzania è stato notato che viene occupata per diversi anni consecutivi. È la femmina che inizia a scegliere il luogo adatto all'uso, in ottobre e novembre, e sempre lei costruisce il muro dietro il quale rimarrà segregata per i mesi successivi. Il maschio si accontenta di trasportare della terra con il becco che la femmina riceve sotto forma di palline di 1,5-2,5 cm di diametro, che lei ricopre di saliva prima di metterle in posizione. Il maschio trasporta circa 200 di queste palline al giorno. La parete del nido è fatta solamente di terra, a differenza di quella di altre specie di buceri. La covata comprende 1 o 2 uova che vengono incubate per circa 40 giorni.
Il maschio nutre la femmina segregata e durante l'intero periodo della sua reclusione effettua circa 1600 viaggi, trasportandogli più o meno 24.000 frutti, quasi tutti delle dimensioni di una ciliegia. La razione quotidiana della femmina e di un piccolo è di circa 360 grammi di polpa di frutta. Quando la crescita del piccolo lo consente, la femmina rompe il muro della sua prigione ed esce con la prole. Su 8 nidi osservati, è stato riscontrato che solo 4-6 giovani hanno raggiunto l'età dell'involo, indicando un tasso di riproduzione piuttosto basso.

## Distribuzione e habitat
I buceri guanceargentate sono relativamente comuni nelle foreste sempreverdi dell'Africa orientale: è possibile trovarli in zone boschive di ogni tipo (foreste costiere, di montagna, giardini molto ricchi di vegetazione o semplici gruppi d'alberi nei pressi di un agglomerato) ad altitudini che possono variare dal livello del mare a 2600 m. L'areale della specie è molto frammentato e si estende dall'Etiopia meridionale al Sudafrica, attraverso Kenya, Tanzania, Uganda, Mozambico e Zimbabwe.

## Conservazione
È una specie molto diffusa e attualmente non è considerata in pericolo.